# Großsteingrab Jonstrup Vang 1
Das Großsteingrab Jonstrup Vang 1 ist eine megalithische Grabanlage der jungsteinzeitlichen Nordgruppe der Trichterbecherkultur im Kirchspiel Værløse in der dänischen Kommune Furesø. Es wurde 1980 archäologisch untersucht.

## Lage
Das Grab liegt östlich von Jonstrup im Norden des Waldgebiets Jonstrup Vang. In der näheren Umgebung gibt bzw. gab es zahlreiche weitere megalithische Grabanlagen.

## Forschungsgeschichte
In den Jahren 1889 und 1938 führten Mitarbeiter des Dänischen Nationalmuseums Dokumentationen der Fundstelle durch. 1980 erfolgte eine Grabung durch Mitarbeiter des Nationalmuseums.

## Beschreibung

### Architektur
Die Anlage besitzt eine ost-westlich orientierte rechteckige Hügelschüttung mit einer Länge von etwa 13 m und einer Breite von 7 m (die Angabe von 42 m Länge bei Klaus Ebbesen dürfte fehlerhaft sein). Von der Umfassung sind fünf stehende Steine an der nördlichen Langseite sowie zwei stehende und fünf umgekippte an der südlichen Langseite erhalten. Ein 1889 erwähnter Umfassungsstein an der östlichen Schmalseite scheint mittlerweile verschwunden zu sein.
5 m vom Ostende des Hügels entfernt befand sich eine Grabkammer, die als Urdolmen anzusprechen ist. Sie hatte eine Länge von 1,3 m und eine Breite von 0,8 m. Zur Orientierung liegen keine Angaben vor. Die Kammer bestand aus vier Wandsteinen und einem Deckstein. Davon ist heute nur noch ein einzelner Stein erhalten, möglicherweise der Deckstein. Er ist flach und weist auf seiner Oberseite zwei Rillen auf. Die Wandsteine der Kammer waren irgendwann zwischen 1878 und 1889 entfernt worden.
Bei der Grabung von 1980 wurde innerhalb der Umfassung ein Hügel mit einer Dicke zwischen 0,5 m und 1 m festgestellt, der aus Steinen, Feuerstein-Grus und Keramikscherben aufgeschüttet worden war.

### Funde
In dem aufgeschütteten Hügel wurden einige Feuerstein-Abschläge und Knochen gefunden. Die Knochen erwiesen sich nach einer Radiokohlenstoffdatierung allerdings als neuzeitlich (170±70 BP).